# 东春站
東春站（：／ Dongchun yeok */?）是仁川地鐵1號線沿線的一座地下車站，位於韓國仁川廣域市延壽區東春洞，韓語副站名為「Square One」（스퀘어원）。

## 車站結構
站體為2面2線側式月台的地下車站，候車月台設有月台幕門，並有6處出口。

### 月台配置
| 源仁齋 ↑ |
| \| 上    |
| ↓ 東幕   |

| 月台 | 路線               | 目的地                                             |
| ---- | ------------------ | -------------------------------------------------- |
| 上行 | ●仁川都市鐵道1號線 | 源仁齋、富平、橘峴、桂陽方向                       |
| 下行 | ●仁川都市鐵道1號線 | 東幕、中央公園、國際業務園區、松島月光慶典公園方向 |

## 歷史
- 1999年10月6日：落成啟用。

## 車站周邊
- 延壽區廳
- 婦女廣場
- 仁川臨海工業地區（朝鲜语：인천 임해공업지구）
- E-mart延壽店
- Square1廣場（朝鲜语：스퀘어원 (쇼핑 센터)）
  - Home plus（朝鲜语：홈플러스）仁川延壽店
  - 仁川延壽CGV
  - 永豐文庫（朝鲜语：영풍문고）仁川Square1廣場店

## 圖片

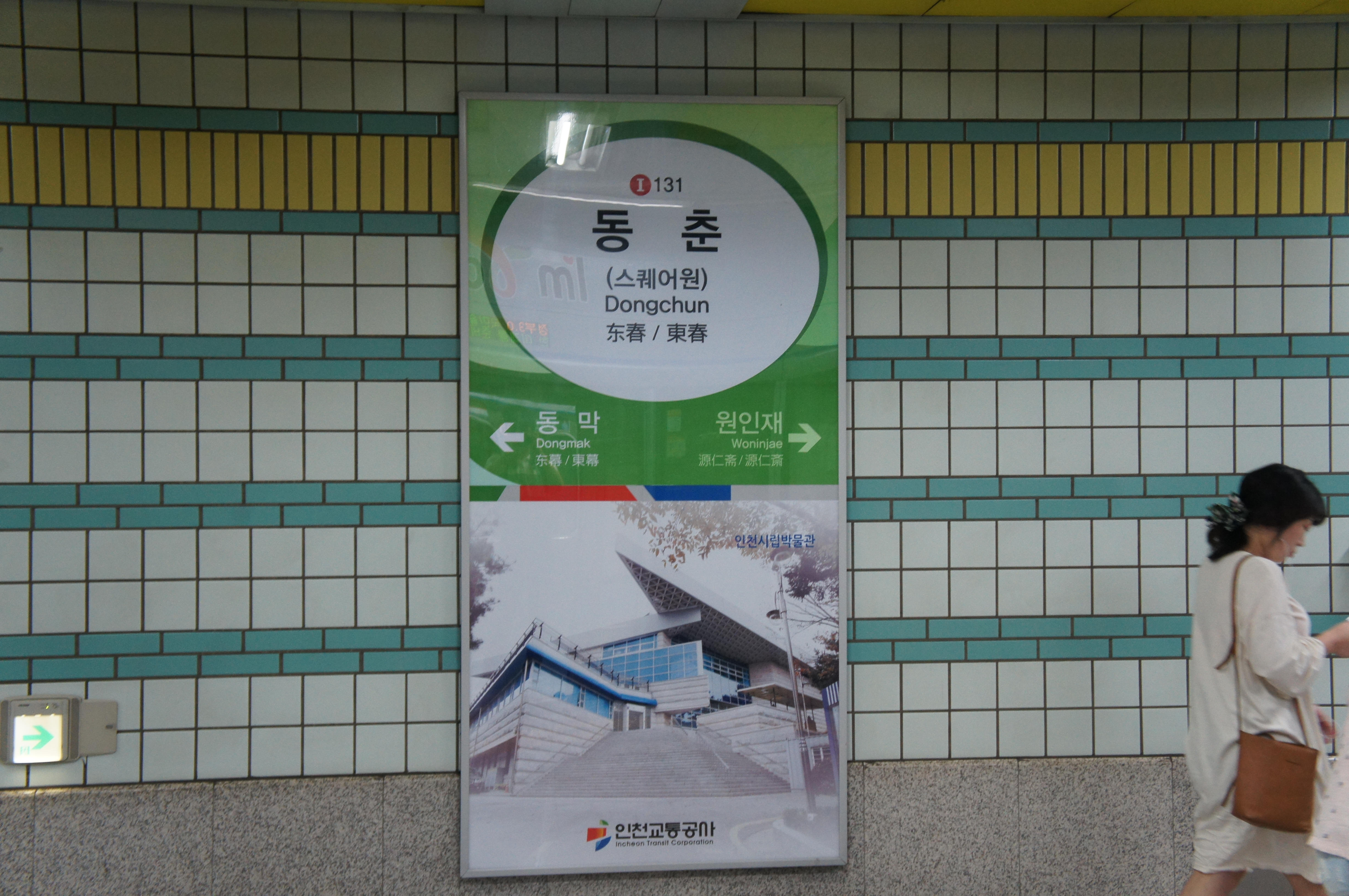
站名牌
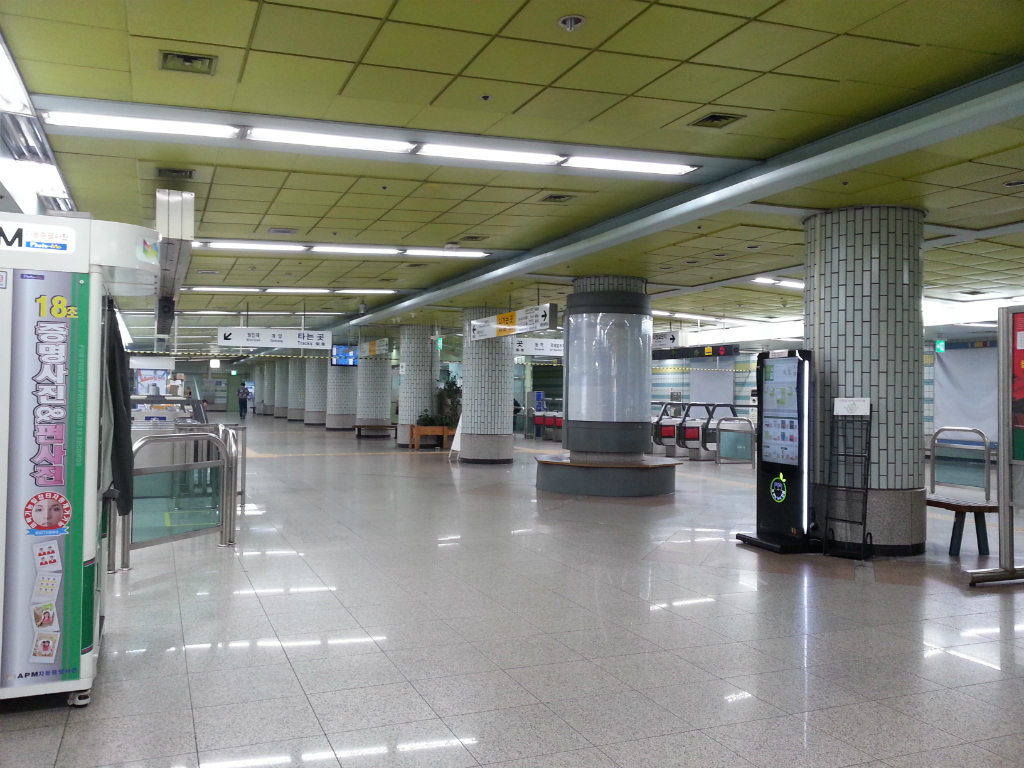
車站大廳
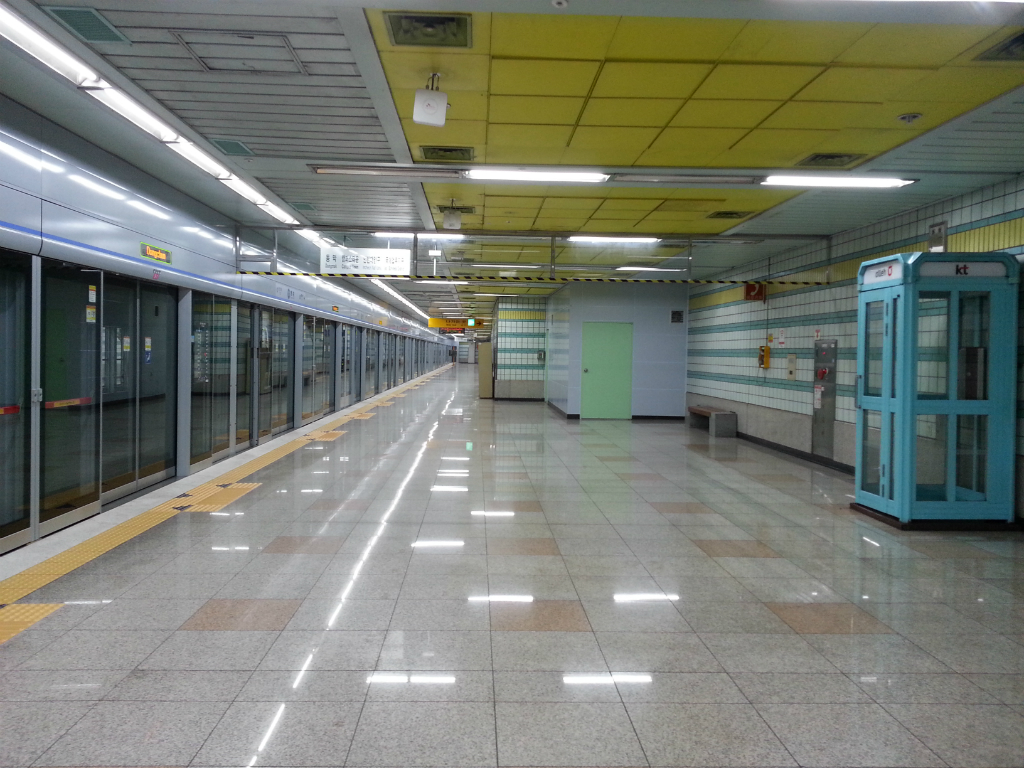
候車月台

## 相鄰車站
仁川交通公社
●仁川都市鐵道1號線
源仁齋（I130）－東春（I131）－東幕（I132）